# Zionist Occupation Government
Zionist Occupation Government (sionistiska ockupationsregeringen) och dess akronym ZOG syftar på en konspirationsteori enligt vilken judarna i hemlighet styr ett land och att landets regering bara är en marionettregim. Uttrycket används ofta av olika antisemitiska rörelser, bland andra nynazister i USA och Europa, ultra-nationalister som Pamjat i Ryssland och högerextremister i Polen.
Sionismen (på engelska Zionism) är en ideologi som omfattar ett engagemang för att försvara en judisk stat i Mellanöstern, det vill säga Israel.[källa behövs] Konspirationsteorin brukar vanligen antas omfatta länder utanför Israel, varför beteckningen "sionistiska" här ska uppfattas som judiskt världsherravälde, så som det anges i Sions vises protokoll. 
Enligt ZOG-teorin har judiska organisationer ett avgörande inflytande över bankväsendet, regeringen, militären, polisen, domstolsväsendet samt massmedia, och de utövar sin makt diskret och utan insyn. Detta gör att alla former av motstånd mot offentliga institutioner kan motiveras som "kamp mot ZOG", samt att medier som framställer invandrare, judar och homosexuella i god dager inte ses som förmögna att leverera argument mot rasistiska åsikter, och därmed inte är värda att beakta då publikationerna är förtäckt propaganda styrd av ZOG.

## Historia
Den första kända användningen av begreppet ZOG är från 1979, då det förekom i artikeln Welcome to ZOG-World, tillskriven en amerikansk nynazist, Eric Thomson. Begreppet fick större spridning i december 1984, i en artikel i The New York Times om några uppmärksammade rån i Kalifornien och Washington, som begåtts av en vit-makt-grupp, "The Order of the Silent Brotherhood". Enligt tidningen var brotten avsedda att sponsra ett krig mot USA:s parlament, som gruppen enligt tidningen kallade ZOG, Zionist Occupation Government.
Gruppen "The Order of the Silent Brotherhood" var resultatet av en utbrytning från Aryan Nations, en organisation som grundades i början av 1970-talet av Richard G. Butler. Aryan Nations hade sedan 1950-talet associerats med en annan antisemitiskt grupp, kallad the Church of Jesus Christ Christian. Båda dessa grupper härstammar från tidigare antisemitiska grupper och kända talesmän, som Gerald L. K. Smith, och har interagerat med Ku Klux Klan
Termen ZOG fick omfattande spridning via Aryan Nations litteratur. I december 1984, nästan tio år innan World Wide Web uppstod, rapporterade tidningen Newsweek att Aryan Nations hade satt upp en elektronisk anslagstavla som de kallade Aryan Nation Liberty Net och som erbjöd information om bland annat var USA:s kommunistiska parti hade sina lokaler och vilka som var "ZOG-informatörer".
Den Oregon-baserade radikala gruppen Posse Comitatus tillkännagjorde 1985 att: "Our nation is now completely under the control of the International Invisible government of the World Jewry." (på svenska ungefär: "Vårt land är nu helt kontrollerat av den Internationella Osynliga Judiska Världsregeringen.")
Aryan Nations lade 1996 på sin webbplats upp "Aryan Declaration of Independence" (på svenska ungefär "Ariska Självständighetsdeklarationen"), där det står att "berättelsen om den USA:s nuvarande Sionistiska Ockupationsregering är en berättelse om upprepade skador och förtryck...som alla har ett tydligt mål - etablerandet av en absolut tyranni över dessa stater."    
I dokumentet framhålls också att ett av de främsta målen för ZOG är att radera ut den "Vita rasen" och att man för att åstadkomma detta överför parlamentets makt till privata företag, vita förrädare och inflytelserika judiska familjer.
Sedan 1996 har termen använts alltmer och teorin är nu populär i många antisemitiska organisationer. Svenska nynazister menar exempelvis att judarna importerar immigranter för att "blanda ut den vita rasens blod". Webbplatser som Jew Watch anklagar samtliga västerländska länder för att vara styrda av den "Sionistiska Ockupationsregeringen". Satiriska referenser till begreppet är också vanligt , som exempelvis webbplatsen Creedish Occupied Government, som menar att parlamentet kontrolleras av Amishrörelsen.